# Malmgreniella bansei
Malmgreniella bansei är en ringmaskart som beskrevs av Pettibone 1993. Malmgreniella bansei ingår i släktet Malmgreniella och familjen Polynoidae. Inga underarter finns listade i Catalogue of Life.